# Архитектурное бюро
Архитектурное бюро (англ. Architectural firm) — фирма, компания, которая предлагает свои услуги в разработке строительных и архитектурных проектов. В США под архитектурной фирмой подразумевается компания, в которой состоит по крайней мере один лицензированный архитектор, работающий по специальности.

## История
Архитекторы (или главные строители) появились ещё в начале истории человечества. Самые ранние упоминания архитекторов относятся к Имхотепу (ок. 2600 г. до н. э.) и Сенмуту (ок. 1470 г. до н. э.). Нет никаких письменных упоминаний о том, как они выполняли свою работу. Тем не менее, учитывая их благородное происхождение, разумно предположить, что у них были помощники и слуги, способствовавшие усовершенствованию и осуществлению их работ. Самая старая из сохранившихся книг об архитектуре «Десять книг об архитектуре» римского архитектора Витрувия описывает проектирование и создание городов, зданий, механизмов и часов, но не предоставляет информации о людях, помогавших архитектору. Общепринято, что на протяжении большей части человеческой истории большинство архитекторов были состоятельными людьми, которые получали основной доход от деятельности, не связанной с дизайном, и занимались архитектурой в свободное время в качестве развлечения, нанимая помощников от проекта к проекту на индивидуальной основе.
Только в XIX веке профессия архитектора стала штатной, архитекторы могли пройти специальную подготовку и получить аккредитацию. В Соединенных Штатах самым первым профессиональным архитектором считается Чарльз Булфинч. Генри Гобсон Ричардсон, возможно, был одним из первых, кто имел официально утверждённый офис, и архитектурное бюро McKim, Mead & White, возможно, были среди первых фирм подобных современным. Самыми старыми фирмами в США из существующих сегодня являются SmithGroup (Детройт, штат Мичиган) и Luckett & Farley (Луисвилл, штат Кентукки), основанные в 1853 году. В Великобритании самое старое архитектурное бюро, продолжающее свою деятельность, Brierley Groom, было основано в 1750 году в Йорке, Англии.